# Apodyterion

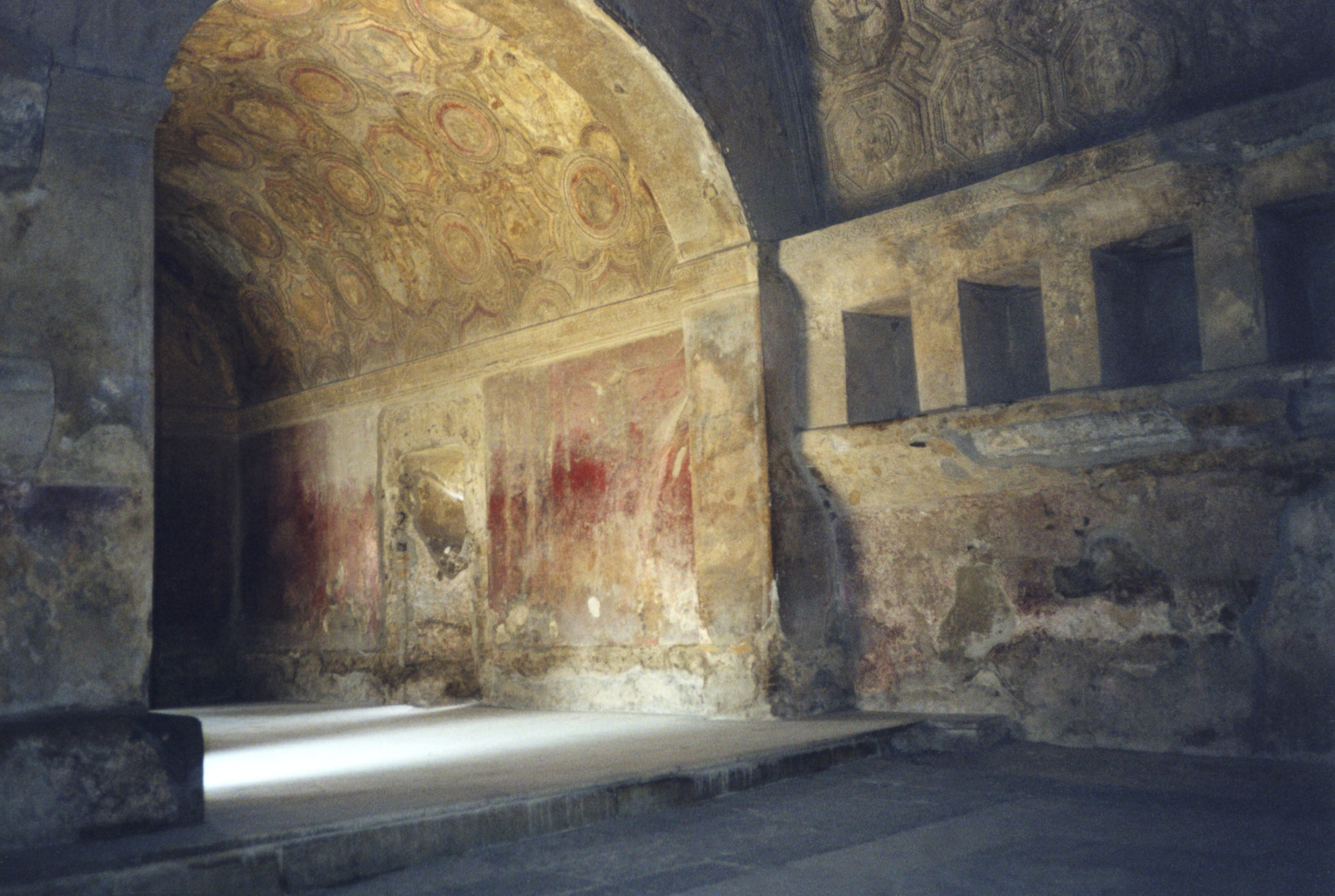
Apodyterion in den Stabianer Thermen in Pompeji

Als Apodyterion (altgriechisch ἀποδυτήριον apodytērion, deutsch ‚Auskleidezimmer [im Bade]‘; von altgriechisch ἀποδὐειν apodýein, deutsch ‚ausziehen, entkleiden‘) bzw. latinisiert Apodyterium wird der An- und Auskleideraum im griechischen und römischen öffentlichen Bad (Thermen) bezeichnet. Auch in der Palästra des Gymnasions gab es solche Umkleideräume.

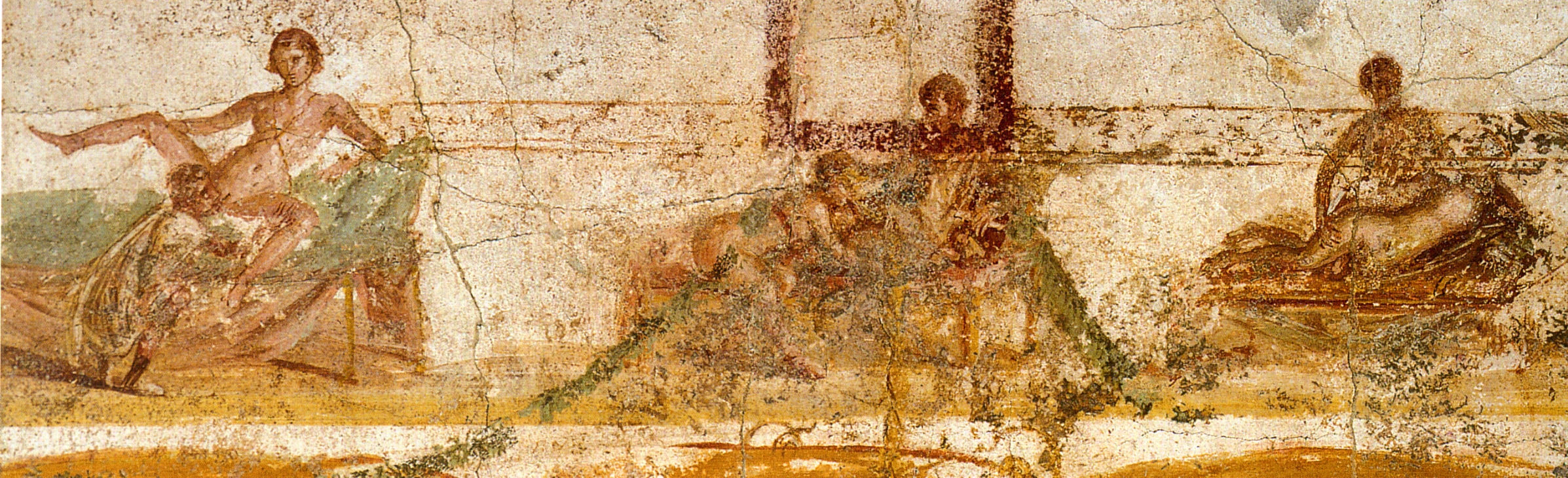
Erotischer Fries der Terme Suburbane in Pompeji

Bekannt ist vor allem das Apodyterion der Vorstadtthermen von Pompeji durch die Darstellungen des dort gefundenen erotischen Frieses.